# Rebetiko
Rebetiko (grčki: ρεμπέτικο ili ρεμπέτικα (množ.), što znači „lutalica, zalutao, slijep”) je naziv za vrstu tradicionlne grčke glazbe, koja se obično izvodi u urbanim sredinama. 
Rebetiko su pjesme nastale u grčkom podzemlju i izvodili su ih takozvani rebetes (grčki: ρεμπέτης), nekonvencionalni ljudi koji su obično živjeli izvan društvenog poretka. Rebetiko pjesme, koje se često uspoređuju s američkim bluzom ili portugalskim fadom po žanru, su pune tuge, strasti, ljubavi i jada. One su obično melankolične i govore o nesreći običnih ljudi, običajima i tradiciji određenog načina života, ali prije svega rebetiko je živa glazbena tradicija s jakim simboličkim, ideološkim i umjetničkim karakterom.
Instrumenti koji se koriste u izvođenju rebetika su buzuki, baglama i slični instrumenti. Dodatno se mogu koristiti i tamburin, violina, harmonika, gitara, ud, cimbal, itd.
Rebetiko je upisan na UNESCO-ov popis nematerijalne svjetske baštine u Europi 2017. god.

## Povijest
Rebetiko se prvi put javlja poslije grčkog rata za neovisnost 1821. Korijeni mu se mogu naći u muzici grčkih priobalnih naselja u Maloj Aziji, Anadoliji i Istanbulu. Jedno od mjesta gdje se rebetiko razvijao su bili i zatvori. Pred kraj 19. st. rebetiko je iz Male Azije prenesen u samu Grčku, gdje je rebetiko nastavio dalji razvoj. Mnoge od ranih rebetiko pjesama su imale drogu, kao što je hašiš, kao svoju glavnu temu, pa je zbog toga rebetiko dugo vremena bio na meti vlasti grčke države. Tek od 1947. je rebetiko prihvaćen kao glazbeni stil, kada su ga Manos Hadzidakis (Μάνος Χατζιδάκις) i, nešto kasnije, Manolis Hjotis (Μανώλης Χιώτης) uveli u repertoar viših društvenih klasa. Mnoge rebetiko pjesme su namijenjene plesu, od kojih se skoro pola pleše kao zeibekiko (ζεϊμπέκικο), a ostale kao hasapiko (χασάπικο).
Rebetiko su često zabranjivale grčke vlasti, osobito kada su na vlasti bili nedemokratski ili diktatorski režimi (npr. za vrijeme vladine Joannisa Metaxasa).
Rebetiko pjesme su danas standardni repertoar u gotovo svakoj grčkoj društvenoj prilici koja uključuje glazbu i ples. Izvodi u javnosti, a izvođači potiču sudjelovanje publike.

## Vanjske poveznice
- Rembetika and Greek Popular Music, članak Matta Barretta
- Rebetiko On-line (grč.)